# Myurella fortunei
Myurella fortunei é uma espécie de gastrópode do gênero Myurella, pertencente a família Terebridae.